# Eckenerstraße (Weimar)

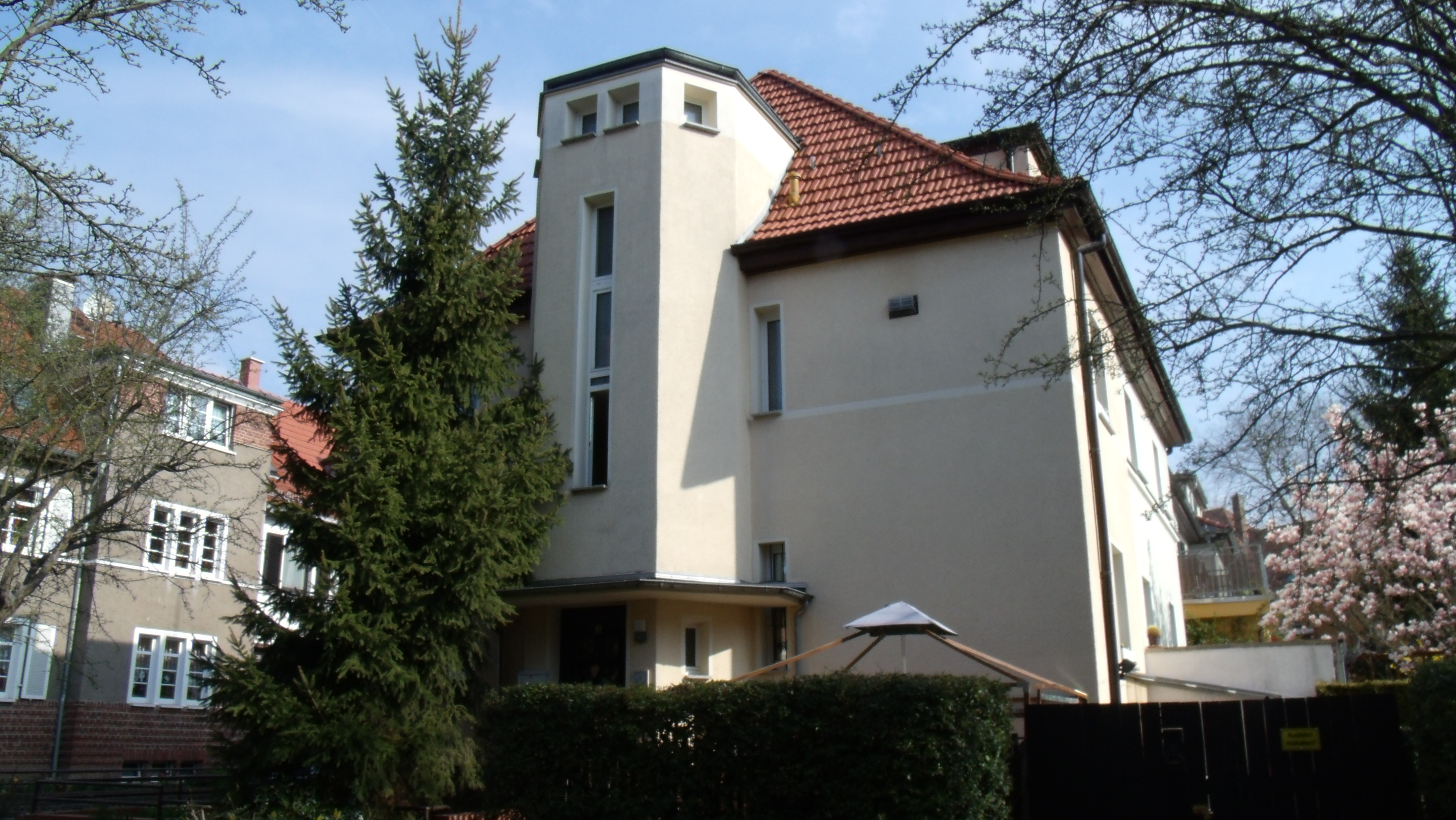
Wohnhaus, Eckenerstraße 2

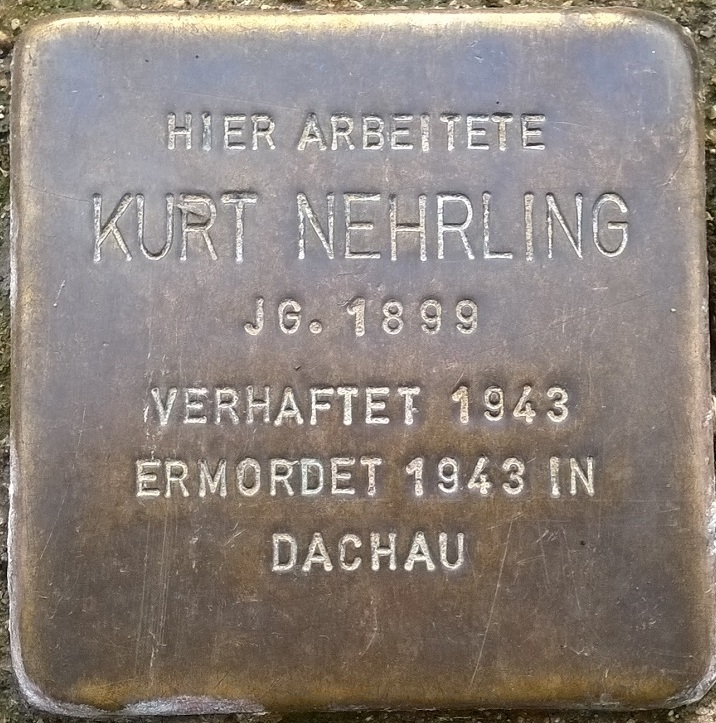
Stolperstein vor dem Haus Eckenerstraße 1

Die Eckenerstraße in der Nordvorstadt wurde 1929 nach dem Flugpionier Hugo Eckener benannt. Auch bei dem Zeppelinplatz ist das der Fall. Und das ist kein Zufall, da Eckener Nachfolger von Zeppelin war. Sie verläuft in dem Geviert zwischen dem Zeppelinplatz, der Röhrstraße, der Döllstädtstraße und rechts bis zur Otto-Braun-Straße in voller Breite. Von dort verläuft sie verengt bis zur Florian-Geyer-Straße. Es ist eine Anliegerstraße, ein verkehrsberuhigter Bereich (Spielstraße).
Die Wohnhäuser sind im Stil des Art déco errichtet. Eine der sie kreuzenden Straßen ist die Kurt-Nehrling-Straße. An der Eckenerstraße 1 wurde am 7. Mai 2008 ein Stolperstein für Kurt Nehrling.
Das Wohngebiet Eckenerstraße 1–5 steht auf der Liste der Kulturdenkmale am Zeppelinplatz in Weimar und der Liste der Kulturdenkmale in Weimar (Sachgesamtheiten und Ensembles).